# Обервезель
Обервезель (нем. Oberwesel) — город в Германии, в земле Рейнланд-Пфальц. 
Входит в состав района Рейн-Хунсрюк. Подчиняется управлению Санкт Гоар-Обервезель.  Население составляет 2834 человека (на 31 декабря 2010 года). Занимает площадь 18,11 км². Официальный код  —  07 1 40 112.
Город подразделяется на 4 городских района.